# Ginjinha

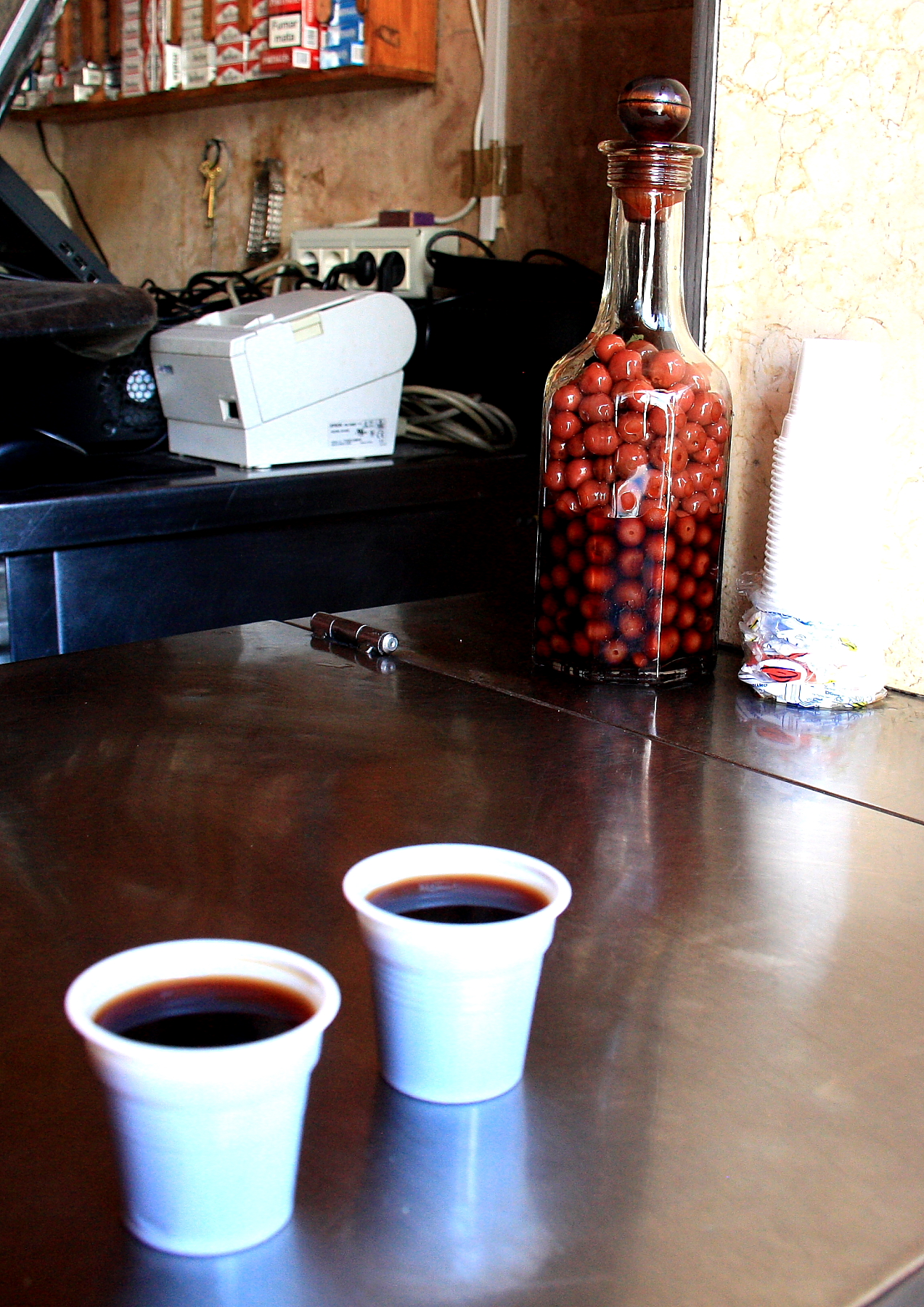
Botella y dos chupitos de ginjinha

La ginjinha, o simplemente ginja, es un licor de maceración de guindas, fruta similar a la cereza. Se trata de una bebida muy popular en Portugal, especialmente en Lisboa, Obidos, Alcobaça y en el Algarve.

## Elaboración

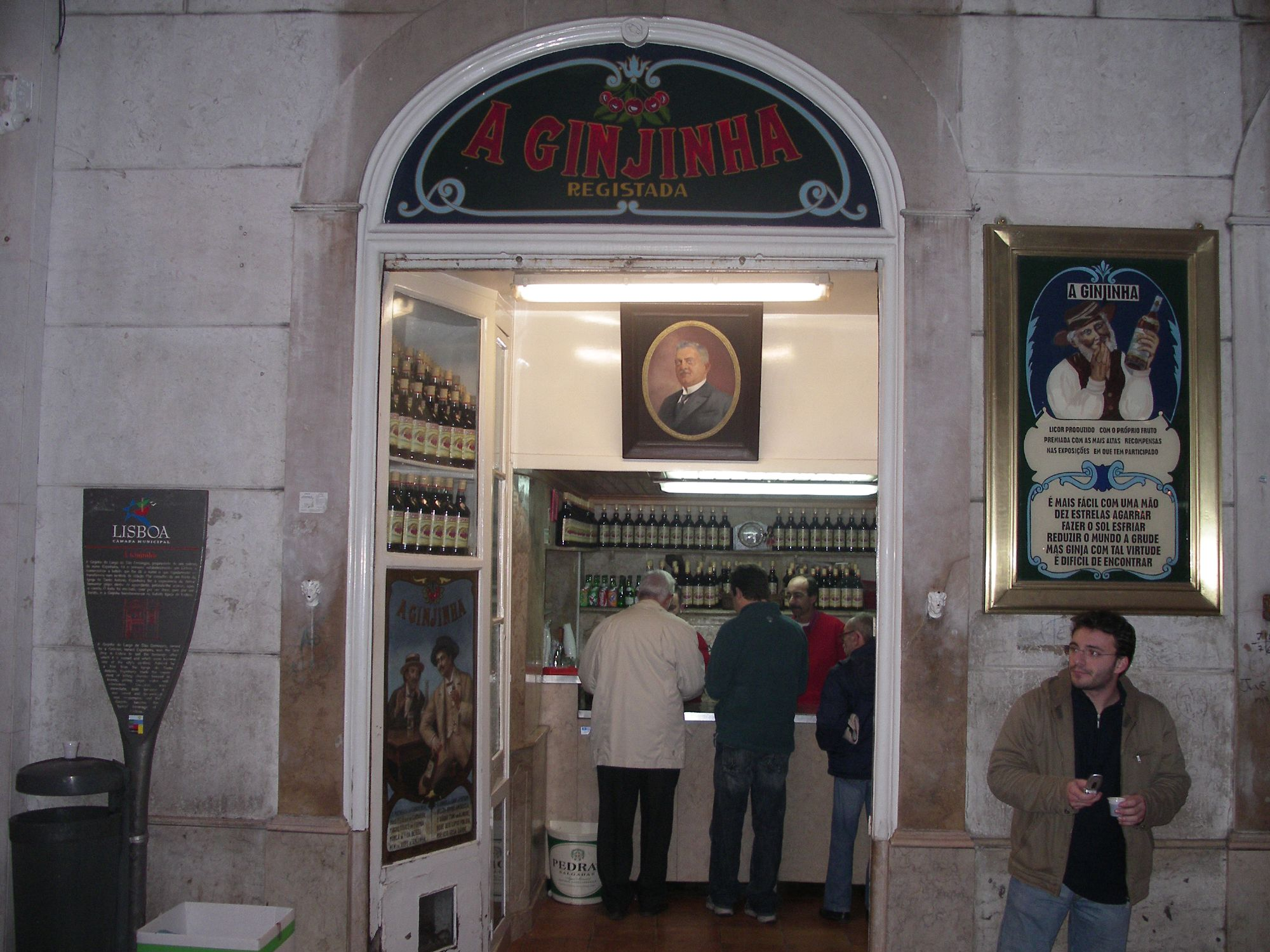
Tienda de ginjinha en Lisboa, Portugal.

Las guindas se recogen en el mes de junio y su sabor es muy ácido, por lo que no se comen. Para preparar el licor se les quita el rabo y se introducen en una botella de boca ancha. A continuación se echa aguardiente hasta cubrir las guindas y una rama de canela. Se tapa bien la botella y se deja en maceración durante cuarenta días, a cuyo final se añaden 250 gramos de azúcar por cada litro de aguardiente. Se remueve suavemente varias veces y pasada una semana ya está listo para tomar. La cantidad de azúcar puede variar para hacer el licor más o menos dulce.

## En otros lugares
Es popular en Galicia, Asturias (España), donde se conoce como licor de guindas.
También es un licor elaborado en Huaura (Perú), donde se denomina guinda y se utiliza principalmente para preparar cócteles como el chilcano de guinda.